# 안스바흐의 늑대

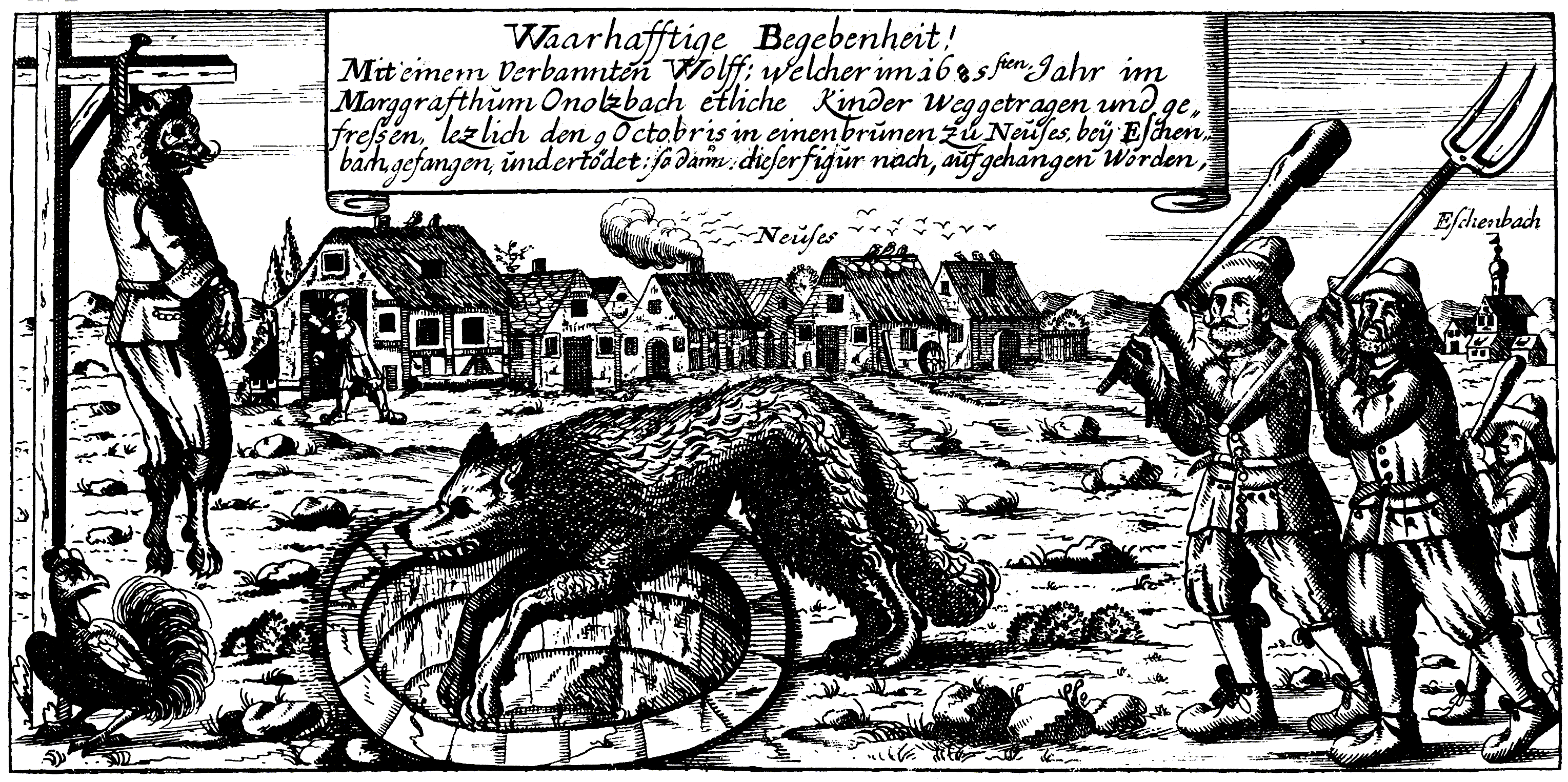
안스바흐 주민들이 "안스바흐의 늑대"를 우물로 유인하는 모습을 그린 삽화(1685년경 제작 추정)

안스바흐의 늑대(독일어: Wolf von Ansbach) 혹은 안스바흐의 늑대인간(독일어: Werwolf von Ansbach)은 1685년 독일 안스바흐에서 활동한 늑대로 당대 안스바흐 주민들을 살상한 것으로 악명이 높았다. 당시 안스바흐 주민들은 이 늑대가 안스바흐의 악명 높던 시장(Pfleger)인 미하엘 라이히트 추어 슈트라페가 죽은 후 늑대인간으로 부활한 것으로 믿기도 했다. 결국 이 늑대는 주민들이 조직한 사냥 조직에 의해 죽었다.

## 같이 보기
- 문화 속 늑대
- 제보당의 괴수

## 참고 문헌
- Hertz, Wilhelm (1862). 《Der Werwolf: Beitrag aus der Sagengeschichte》 (독일어). Stuttgart: A. Kröner. ISBN 978-3-7411-5612-0.